# Joaquín Ruiz Jiménez
Para su hijo y Defensor del pueblo, véase Joaquín Ruiz-Giménez Cortés.
Joaquín Ruiz Jiménez (Jaén, 12 de septiembre de 1854-Madrid, 16 de junio de 1934) fue un abogado y político español, diputado y senador en las Cortes de la Restauración y, durante el reinado de Alfonso XIII, alcalde de Madrid y ministro de Instrucción Pública y Bellas Artes, ministro de Fomento y ministro de Gobernación.

## Biografía
Miembro del Partido Liberal inició su carrera política en las Cortes de la Restauración sustituyendo en 1884 a Eduardo León y Llerena como diputado por el distrito jiennense de Martos.

En las elecciones de 1898 obtuvo un escaño por el distrito guadalajareño de Pastrana, para a partir de entonces obtener un escaño en las elecciones de 1899, 1901 y 1903 por Madrid y en las de 1905, 1907 y 1910 por el distrito de Jaén, causando baja en 1911. Ese año fue nombrado senador vitalicio.

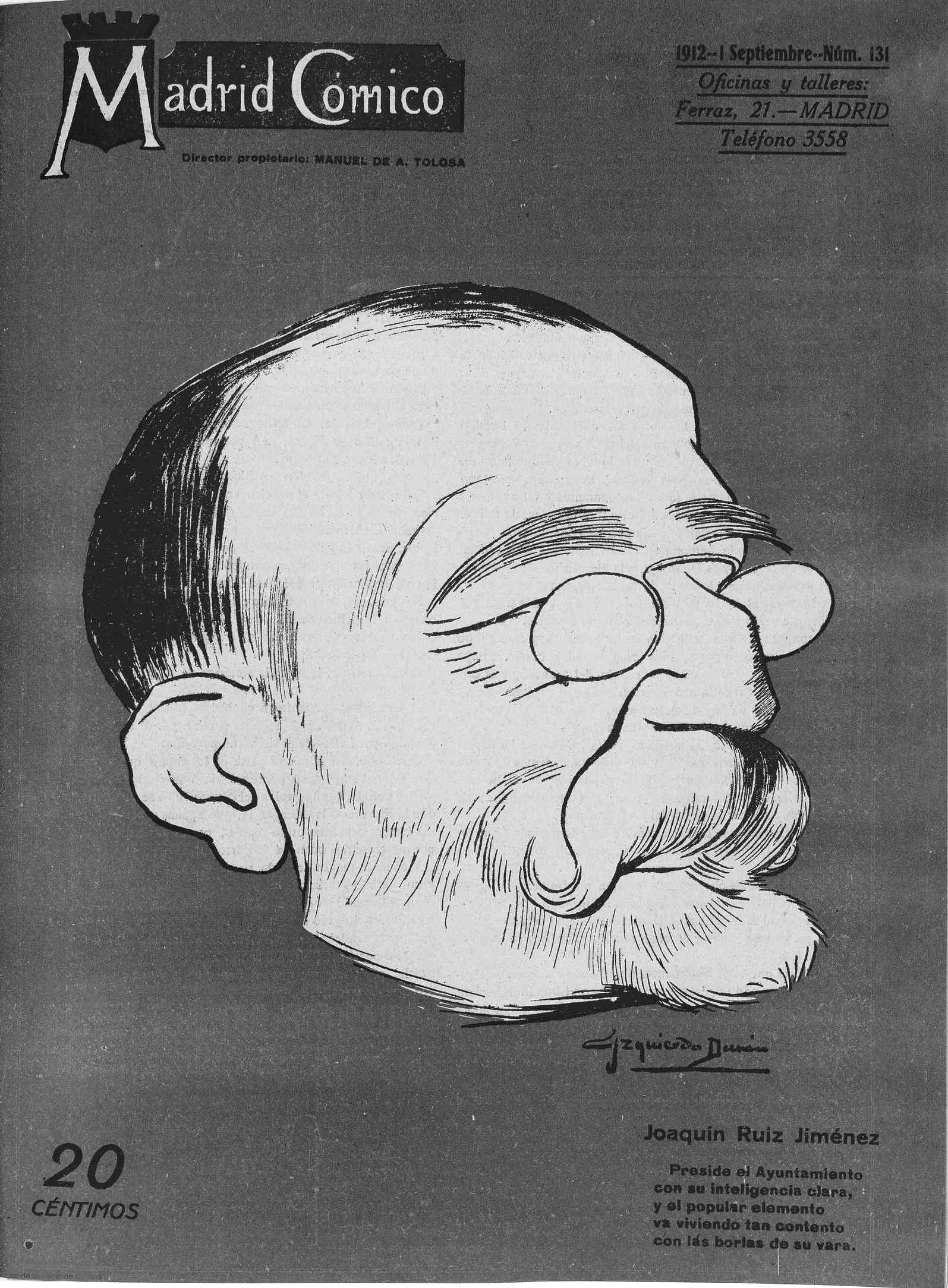
Caricaturizado en una portada de Madrid Cómico durante su primer periodo como alcalde de Madrid

Ejerció de ministro de Instrucción Pública y Bellas Artes entre el 13 de junio y el 27 de octubre de 1913, fue también titular de la cartera de Gobernación entre el 30 de abril de 1916 y el 19 de abril de 1917.
Ejerció de alcalde de Madrid en cuatro ocasiones (entre el 16 de febrero de 1912 y el 18 de junio de 1913; entre el 13 de diciembre de 1915 y el 7 de mayo de 1916; entre el 18 de diciembre de 1922 y el 4 de agosto de 1923 y entre el 27 de febrero de 1931 a 13 de abril de 1931).
Asimismo fue gobernador de Madrid en 1905, fue presidente del Consejo de Estado.
Elegido en 1920, el 18 de diciembre de 1921 tomó posesión de su plaza de académico numerario de la Real Academia de Ciencias Morales y Políticas, con la lectura de Nacionalización y municipalización de servicios colectivos.
Su hijo Joaquín Ruiz-Giménez Cortés (1913-2009) fue también ministro de Educación y Defensor del Pueblo.

## Obras
- Prólogo del libro: Justicia Municipal Reformada: Sus Leyes Civiles y Penales,talleres tipográficos La Unión, 1907, escrito por el jurista Antonio Rodríguez Martín.